# Yūji Ueda
Yūji Ueda (うえだ ゆうじ, Ueda Yūji) est un seiyū né le 15 juin 1967.

## Rôles notables
Il a entre autres doublé : 
- Jean Havoc - Fullmetal Alchemist Brotherhood
- Nekozawa Umehito - Ouran High School Host Club (2006)
- Claude C. Kenni - Star Ocean: The Second Story
- Rowen - Elemental Gerad (2005）
- Hajime Shibata - Jigoku Shōjo (2005)
- Shinobu Morita - Hachimitsu to clover (2005)
- Tatsunosuke - Peacemaker Kurogane (2004)
- Jiro Akutagawa - Prince of Tennis (2004)
- Shuichi Takamizawa - Midori no Hibi (Midori Days) (2004)
- Yuichi Kudo - Sensei no Ojikan (Doki Doki School Hours) (2004)
- Zolf J. Kimblee - Hagane no Renkinjutsushi (Fullmetal Alchemist) (2004)
- Karudio - Konjiki no Gash Bell!! (2003)
- Pierre Takida - Stellvia of the Universe (2003)
- Hiroyasu Ueda - Chobits (2002)
- Naoyuu Asano - Les 12 royaumes (2002)
- Tasuke Yasuda - A Cheeky Angel (2002)
- Keitaro Urashima - Love Hina Again (2002) & Love Hina (2000)
- Gamakichi/Mubi - Naruto (2002)
- Dinohyumon - Digimon movie 7 (2002)
- Deji Devil - Panyo Panyo Di Gi Charat (2002)
- Horokeu Usui (a.k.a Horohoro, Trey Racer) - Shaman King
- Kotaro Nanbara - Hand Maid May (2001)
- Kurikichi - Samurai (2001)
- Sagara Sanosuke  - Rurouni Kenshin: Time/Samurai X: Reflection (2001) & Rurouni Kenshin: Wandering Samurai (1996)
- Kakyo Kuzuki - X/1999 (2001)
- Kato - Angel Sanctuary (2001)
- Hojo - Inu-Yasha (2000)
- Masaru Hananakajima - Sexy Commando Gaiden: Sugoiyo! Masaru-san (1998)
- Daly Wong - Bubblegum Crisis: Tokyo 2040 (1998)
- Abarenbou - Di Gi Charat (1998)
- Yoshio - Fancy Lala (1998)
- Urien - Street Fighter III: New Generation (1997)
- Takeshi (Pierre) et Sonans de Musashi (Qulbutoké de Jessie) - Pokémon, la série (1997)
- Akito Tenkawa - Martian Successor Nadesico (1996)
- Reeden - Vision d'Escaflowne (Tenkū no Esukafurōne, 1996)
- Suboshi - Fushigi Yūgi (1995)
- Amiboshi - Fushigi Yūgi (1995)
- Yousuke Fuuma - Wedding Peach (1995)
- Yoshio Saotome - Tokimeki Memorial (1994)
- Yoshiki Yaegashi - Blue Seed (1994)
- Giuliano (Valériano) - Caliméro et ses amis (1992)
- Sarquiss - One Piece
- Yuuichiro, Coloredman, Numberman - Rockman EXE series
- Mitsuru Ayanokouji - Yu-Gi-Oh! Duel Monsters GX
- Chairman - Genshiken
- Kappa - Ushio to Tora (2015)

### Jeux
- Zabel Zarock/Lord Raptor, Rikuo/Aulbath, Jon Talbain/Gallon - Darkstalkers
- Maeda Keiji, Sasaki Kojiro - Samurai Warriors
- Oscar Reeves - Growlanser, Growlanser II: The Sense of Justice
- Balrog/Blanka - Street Fighter Alpha: Warriors' Dreams (1995)
- Shoma Sawamura - série Rival Schools (1998)
- Jin Saotome - série Marvel vs. Capcom (1999)
- Zappa - Guilty Gear XX (2002)
- Takuto Meyers - Galaxy Angel (2002), Galaxy Angel: Moonlit Lovers (2003), Galaxy Angel: Eternal Lovers (2004), Galaxy Angel II: ~Zettai Ryouiki no Tobira~ (2006), Galaxy Angel II: ~Mugen Kairou no Kagi~ (2007)
- Kyosuke Takakura - Nana (PS2) (2005)
- Kurino Sandora  - Namco X Capcom (2005)
- Spada Belforma  - Tales of Innocence